# André Bikey
André Stéphane Bikey-Amougou (ur. 8 stycznia 1985 w Duali) – kameruński piłkarz grający na pozycji środkowego lub prawego obrońcy. Zawodnik indyjskiego klubu ATK.

## Kariera klubowa
Bikey rozpoczął profesjonalną karierę w barwach hiszpańskiego Espanyolu. Jednak tam nie odniósł sukcesu, nie dane było mu rozegrać meczu w pierwszej jedenastce. Później miał krótki epizod w Portugalii. Zarówno wypożyczenie do FC Paços Ferreira, jak i do Desportivo Aves skończyło się niewypałem. 2 mecze w Paços i ani jeden w składzie Aves. Kolejnym klubem Bikeya był Szynnik Jarosław. Spędził tam pół roku, po czym kupiła go ekipa Lokomotiwu Moskwa. Kontrakt z klubem ze stolicy Rosji podpisał 1 lipca 2005 roku.
Pojawiły się tam zarzuty o nadużycia rasowe przez kibiców wrogich drużyn. W 2006 roku przed sezonem udał się do Szwecji na zgrupowanie Reading F.C., gdzie menedżer Steve Coppell był pod wrażeniem gry Bikeya. Zagrał w spotkaniu sparingowym Reading z Örgryte IS. Kameruńczyk został wyrzucony z boiska za faul, a Reading wygrało 2:1. Coppell jednak był zdecydowany zatrudnić Bikeya. 26 sierpnia 2006 Coppell uzgodnił z Lokomotiwem wypożyczenie Andre Bikeya z prawem pierwokupu.
Bikey wyraził chęć pozostania na Madejski Stadium. 24 kwietnia 2007 ogłoszono podpisanie trzyletniego kontraktu wiążącego Bikeya z Reading do lata 2010. Transfer kosztował Anglików 1 mln £.
Swoje pierwsze gole dla Reading Bikey strzelił w meczu z Chelsea 15 sierpnia 2007 roku. Mimo to, Reading przegrało 1:2. Kolejne dwa gole zaliczył w spotkaniu z Birmingham City 22 marca 2008. Strzelił 2 bramki dające Reading zwycięstwo 2:1.
Od sierpnia 2009 roku gra w Burnley.

## Kariera reprezentacyjna
Zadebiutował w kadrze narodowej w 2006 roku. Został powołany na Puchar Narodów Afryki 2006. Powiedział wtedy: „Jestem gotów na Puchar Narodów choć trudno jest opuścić moje obowiązki w Reading. Mam kontrakt z Reading, które sobie cenię, ale mój kraj będzie zawsze w pierwszej kolejności.”
Dwa lata później znalazł się w składzie na Puchar Narodów Afryki 2008. Zdobył tam z drużyną „Nieposkromionych Lwów” srebrny medal. Nie mógł zagrać w finale, pauzując za czerwoną kartkę z półfinału otrzymaną w wyniku przepychanki rywalami i lekarzami.
Zagrał na olimpiadzie w Pekinie, gdzie Kamerun doszedł do ćwierćfinału i został wyeliminowany przez Brazylię

## Życie prywatne
Andre Bikey jest żonaty z Katalonką Mariną, z którą ma córkę.